# 守岡英行
守岡 英行（もりおか ひでゆき、1971年6月10日 - ）は、日本のアニメーター、キャラクターデザイナー。福島県双葉郡浪江町出身。
スタジオコメットで制作進行を務めた後、アニメーターに転向し、ガイナックスに所属する。その後、フリーを経て2011年2月現在はシルバーに所属している。

## 参加作品

### テレビアニメ
1991年
- ハイスクールミステリー学園七不思議（-1992年、制作進行）

1993年
- 機動戦士Vガンダム（1993年 - 1994年、原画）

1994年
- 美少女戦士セーラームーンS（1994年 - 1995年、原画）

1995年
- 十二戦支 爆烈エトレンジャー（1995年 - 1996年、原画）
- 新世紀エヴァンゲリオン（1995年 - 1996年、原画）
- NINKU -忍空-（1995年 - 1996年、原画）

1997年
- バトルアスリーテス大運動会（1997年 - 1998年、作画監督・原画）
- 烈火の炎（1997年 - 1998年、原画）

1998年
- サイレントメビウス（原画）
- 快傑蒸気探偵団 TV ANIMATION SERIES（ - 1999年、原画）

1999年
- 宇宙海賊ミトの大冒険（原画）
- 宇宙海賊ミトの大冒険2人の女王様（原画）
- デュアル!ぱられルンルン物語（作画監督・原画）
- メダロット（1999年 - 2000年、作画監督）

2000年
- ヴァンドレッド（原画）
- サクラ大戦TV（TVキャラクター設定・総作画監督・作画監督）
- 人造人間キカイダー THE ANIMATION（2000年 - 2001年、原画）

2001年
- 地球少女アルジュナ（作画監督（補）・原画）
- サイボーグ009 THE CYBORG SOLDIER（2001年 - 2002年）

2003年
- 鋼の錬金術師（2003年 - 2004年、原画）
- ポポロクロイス（2003年 - 2004年、作画監督・原画）

2004年
- 鉄人28号（作画監督・原画）
- 陸奥圓明流外伝 修羅の刻（オープニング原画）
- 月詠 -MOON PHASE-（-2005年、原画）

2005年
- UG☆アルティメットガール（キャラクターデザイン・総作画監督・作画監督）
- ぱにぽにだっしゅ!（オープニング原画・作画監督・原画・メカニックデザイン）
- IGPX（2005年 - 2006年、作画監督）

2006年
- REC（キャラクターデザイン・総作画監督）
- D.Gray-man（2006年 - 2007年、キャラクターデザイン・総作画監督/作画監修・オープニング/エンディング作画監督）
- ネギま!?（2006年 - 2007年、作画監督（協力）・原画）

2007年
- ひだまりスケッチ（作画監督・原画・衣装デザイン協力）
- さよなら絶望先生（キャラクターデザイン・総作画監督・作画監督・原画）

2008年
- 俗・さよなら絶望先生（キャラクターデザイン・総作画監督）

2009年
- まりあ†ほりっく（キャラクターデザイン・総作画監督・作画監督）
- 懺・さよなら絶望先生（キャラクターデザイン・総作画監督・作画監督）

2010年
- ダンス イン ザ ヴァンパイアバンド（オープニング原画）

2011年
- まりあ†ほりっく あらいぶ（キャラクターデザイン）

2017年
- 三月のライオン（原画）

2019年
- 炎炎ノ消防隊（キャラクターデザイン・総作画監督・作画監督・オープニング作画監督）

2020年
- 炎炎ノ消防隊 弐ノ章（キャラクターデザイン）

2022年
- 邪神ちゃんドロップキックX（原画）

2023年
- アンデッドアンラック（キャラクターデザイン・作画監督・総作画監督）

### 劇場アニメ
1995年
- MEMORIES「彼女の想いで」（動画）

1997年
- 新世紀エヴァンゲリオン劇場版 シト新生（原画）
- 新世紀エヴァンゲリオン劇場版 Air/まごころを、君に（原画）

1998年
- スレイヤーズごぅじゃす（原画）

2000年
- 劇場版 ああっ女神さまっ（原画）

2004年
- それいけ! アンパンマン 夢猫の国のニャニイ（原画）

2005年
- それいけ! アンパンマン ハピーの大冒険（原画）
- 劇場版 鋼の錬金術師 シャンバラを征く者（原画）

2009年
- それいけ!アンパンマン だだんだんとふたごの星（原画）

2016年
- 傷物語〈I 鉄血篇〉（キャラクターデザイン、作画監督）
- 傷物語〈II 熱血篇〉（キャラクターデザイン、総作画監督）

2017年
- 傷物語〈III 冷血篇〉（キャラクターデザイン、総作画監督）

2022年
- 犬王（第二原画）

2024年
- 傷物語 -こよみヴァンプ-（キャラクターデザイン）

### OVA
- レジェンド・オブ・クリスタニア（1996年）原画
- 超獣伝説ゲシュタルト（1997年）原画
- sin THE MOVIE（2000年）絵コンテ
- アーケードゲーマーふぶき（2001-2002年）キャラクターデザイン・総作画監督・作画監督
- コゼットの肖像（2004年）原画
- 魔法先生ネギま! 〜白き翼 ALA ALBA〜（2008年）オープニングスタッフ
- 獄・さよなら絶望先生（2008年）キャラクターデザイン・総作画監督・作画監督

### ゲーム
- 新世紀エヴァンゲリオン 鋼鉄のガールフレンド（1997年）原画

### その他
- 新・光神話 パルテナの鏡（2012年）アニメーションキャラクターデザイン - ニンテンドー3DSで配信された短編作品